# Podospermum laciniatum
Podospermum laciniatum, la teta de vaca —entre otros muchos nombres vernáculos— es una especie de planta herbácea del género Podospermum de la familia Asteraceae.

## Descripción
Anual o bianual de baja a mediana y muy variable, ocasionalmente perenne monocárpica. Hojas basales 1-2 pinnatilobuladas, con segmentos esbeltos; hojas superiores menos divididas y que abrazan el tallo. Capítulos amarillo liso, de 15-25 mm, solitarios con un pedúnculo grueso; brácteas involucrales de lanceoladas a ovales, las internas iguales o ligeramente más cortas que las lígulas. Florece en primavera.

## Hábitat
Cultivos y campos baldíos, hábitats rocosos, cunetas.

## Distribución
Nativa en el Mediterráneo y, al Este, hasta Pakistán. Introducida en Australia y el Continente Americano.

## Taxonomía
La especie fue creada y descrita primero por Carlos Linneo como Scorzonera laciniata y publicada en Species Plantarum, vol. 2, p. 791, 1753 y posteriormente atribuida al género de nueva creación Podospermum por Augustin Pyrame de Candolle y publicada en Flore Française, Troisième Édition, vol. 4, 1ère Partie, p. 62, 1805.
Etimología
- Podospermum: vocablo compuesto por el prefijo de origen griego πoδo, de πoύς, -δoς, pie, y σπερμα, -αtoς, semilla, o sea «semilla con pié», por la cipsela que tiene un notable pedicelo en su parte inferior.[3]
- laciniatum: derivado del latín lǎcǐnǐōsus, -a, -um, dividido en segmentos, recortado, de lācǐnǐa (del griego λαχίς), trozo de vestido, o sea «laciniado», por las hojas generalmente divididas en estrechos lóbulos.[3]

## Sinónimos
- Arachnospermum laciniatum (L.) F.W.Schmidt
- Podospermum angustissimum Schur
- Podospermum decumbens subsp. intermedium (DC.) Arcang.
- Podospermum intermedium DC.
- Podospermum laciniatum subsp. integrifolium Arcang.
- Podospermum laciniatum var. intermedium (Guss.) Batt.
- Podospermum laciniatum var. octangulare (Willd.) Batt.
- Podospermum laciniatum subsp. tenorei (C.Presl) Nyman
- Podospermum muricatum DC.
- Podospermum salinum Schur nom. invalid
- Podospermum subulatum (Lam.) DC.
- Podospermum tenorei (C.Presl) DC.
- Podospermum tenuifolium Hoffmanns. & Link
- Podospermum willkommii Sch.Bip. ex Willk.
- Scorzonera calvescens DC.
- Scorzonera hoffmannseggiana P.Silva
- Scorzonera intermedia (DC.) Guss.
- Scorzonera laciniata L.
- Scorzonera laciniata subsp. laciniata
- Scorzonera muricata Balb.
- Scorzonera octangularis Hort. ex Willd
- Scorzonera paucifida Lam.
- Scorzonera petiolaris Lapeyr.
- Scorzonera plurifida Lam.
- Scorzonera subulata Lam.
- Scorzonera tenorei C.Presl[4]

## Taxones infraespecíficos aceptados
- Podospermum laciniatum subsp. decumbens (Guss.) Gemeinholzer & Greuter[4]

## Citología
Número de cromosomas. 2n = 14.

## Nombres vernáculos
- Castellano: almirones, amargallos, barba de cabra (2), barba de choto, barba de macho (2), barba de macho cordobesa, barbaja (3), barbajas (4), barbujas (2), berbaja, berbaja borde, borrajas, botijitos, burbujas (2), campocho, candelas, catalinas, chicoria, chirimaña, churrumamas, escorzonera (3), escorzonera amarga, escorzonera portuguesa, farfallas, farfallos, hierba de sapo, hierba del sapo (2), jarritas, maravallo, marballó, margallas, margallos, marvallos, matacandiles, matapiojos, panchoco, pancocho, salsifí, teta de vaca (7), tetas de vaca (3), teticas de vaca, tetilla de vaca (3), tetillas de vaca (2), verbaja (2), zaragallas, zaragallos (2), zaragayos, zuragallos. Las cifras entre paréntesis reflejan la frecuencia del uso del vocablo en España.[6]